# 斯库沃伊市镇
斯库沃伊市镇是法罗群岛的市镇。市镇范围包括斯库岛和大迪门岛。该市镇是法罗群岛人口数量第二少的市镇。市镇面积为10平方公里，2021年1月时市镇人口数量为43人。
市镇内有两个定居点：位于斯库岛的斯库沃伊村（33人）和位于大迪门岛的迪门农场（10人）。

## 图集

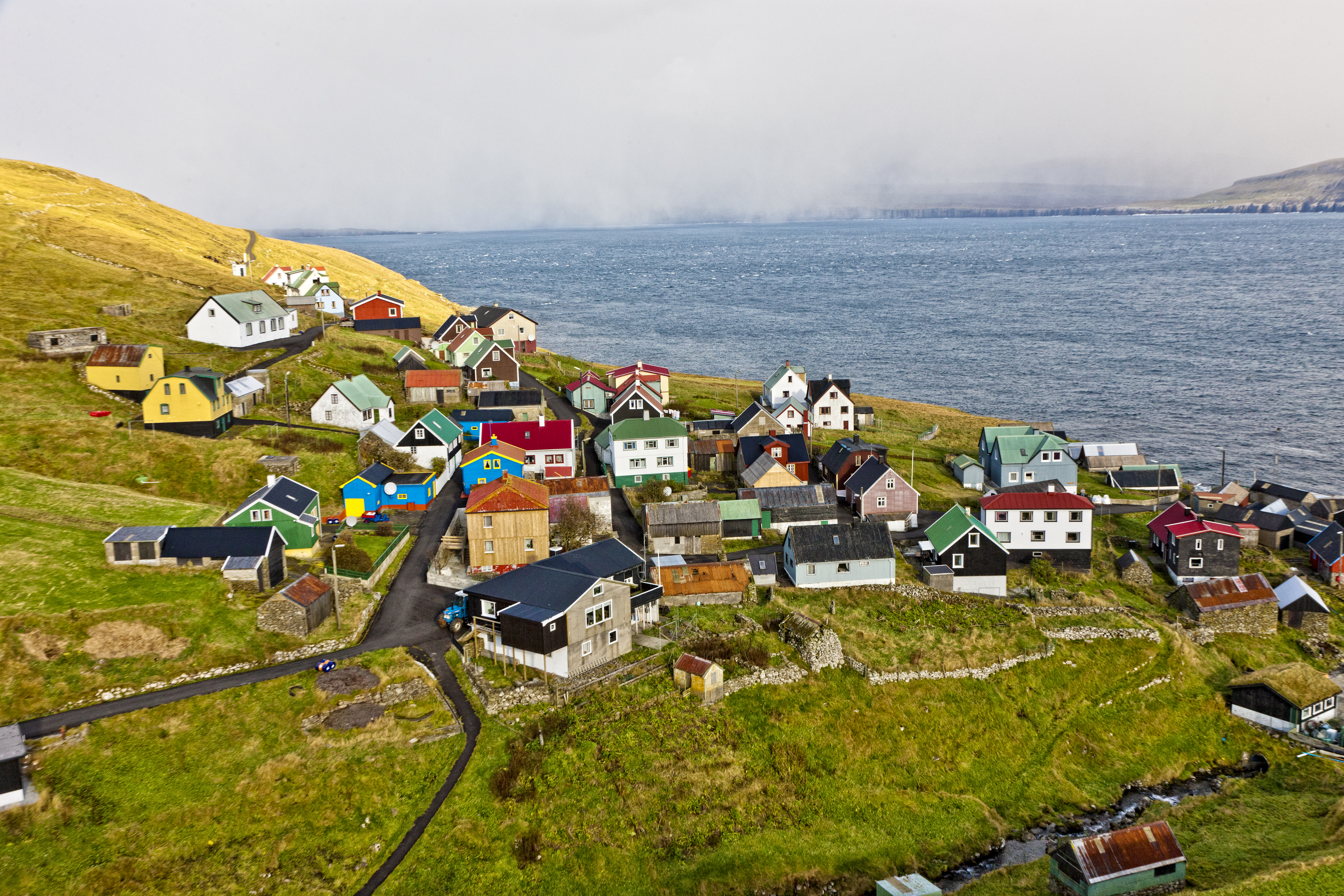
斯库沃伊村
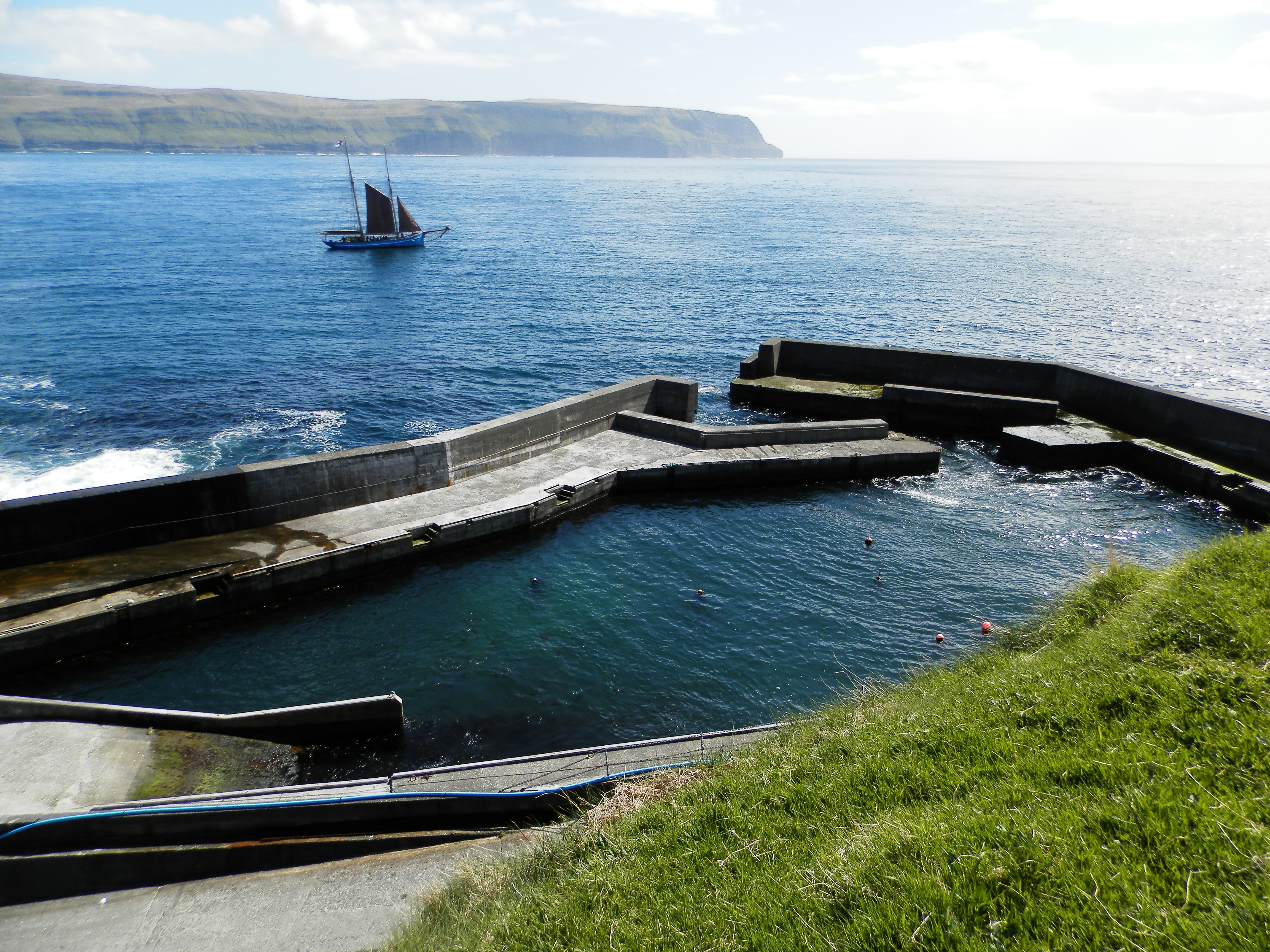
斯库沃伊村的船坞
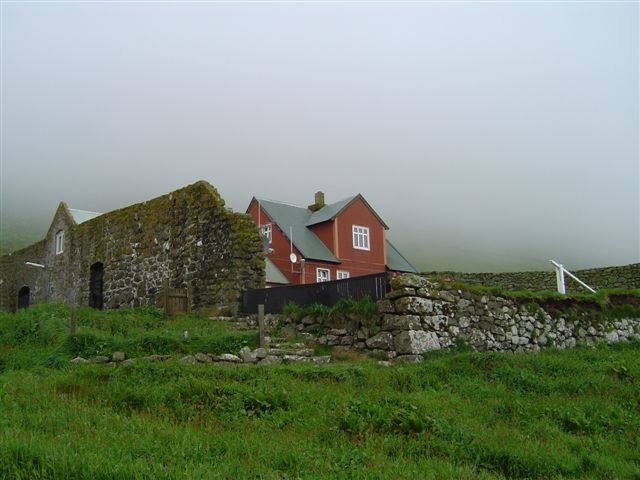
大迪门岛上的农场
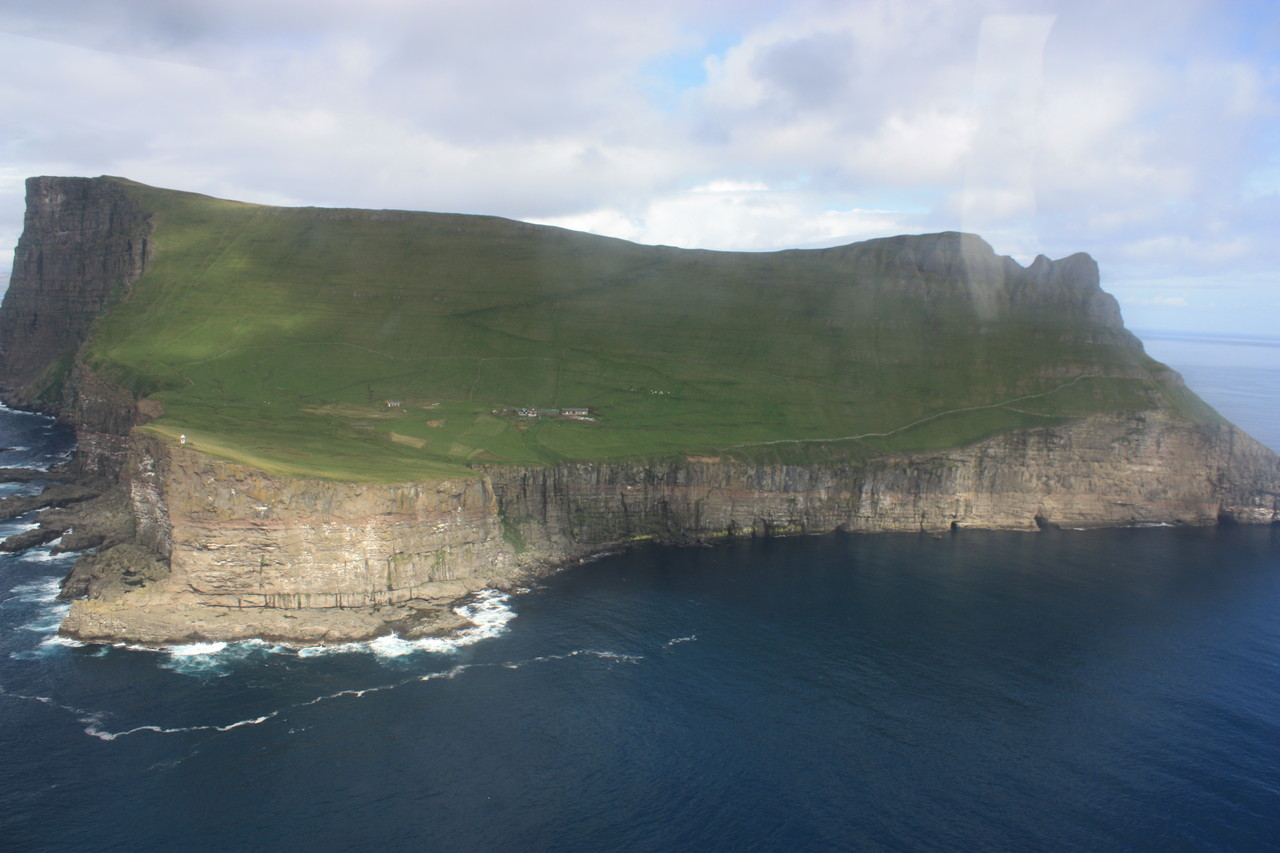
大迪门岛